# 糸数城
糸数城（いとかずぐすく/いとかずじょう）は、沖縄県島尻郡南城市糸数にあったグスク（御城）跡。城跡は1972年（昭和47年）5月15日に国の史跡に指定されている。

## 概要
玉城城の玉城按司が、その守りとして次男を大城城、三男を糸数城に派遣し、それぞれ築城させたといわれている。
糸数城は東側を除く三方が断崖または急斜面で、特に南側は高い断崖となっている。東側は玉城城まで丘陵上の平坦面となっており、視界は良いが防御は弱点となるため高い城壁と正門が設けられた。その東側に隣接して蔵屋敷跡があり佐南村と呼ばれた。
この場所は糸数城が築城されるまで根石グスクがあった場所で、その麓には祖霊を祀る「根石城之嶽」があり糸数集落が村落祭祀において最初に拝む拝所となっている。
『中山世鑑』や『中山世譜』では玉城王の治世に国が分裂し、大里按司が玉城城などを討って山南王を名乗ったとあることから、糸数城もその侵攻を受けて三山鼎立の時代には山南王の支配下にあったとみられる。
落城後も城下集落はそのまま存続したが、1886年（明治19年）の天然痘の流行により城跡西側に集落は移転した。